# Bogforum

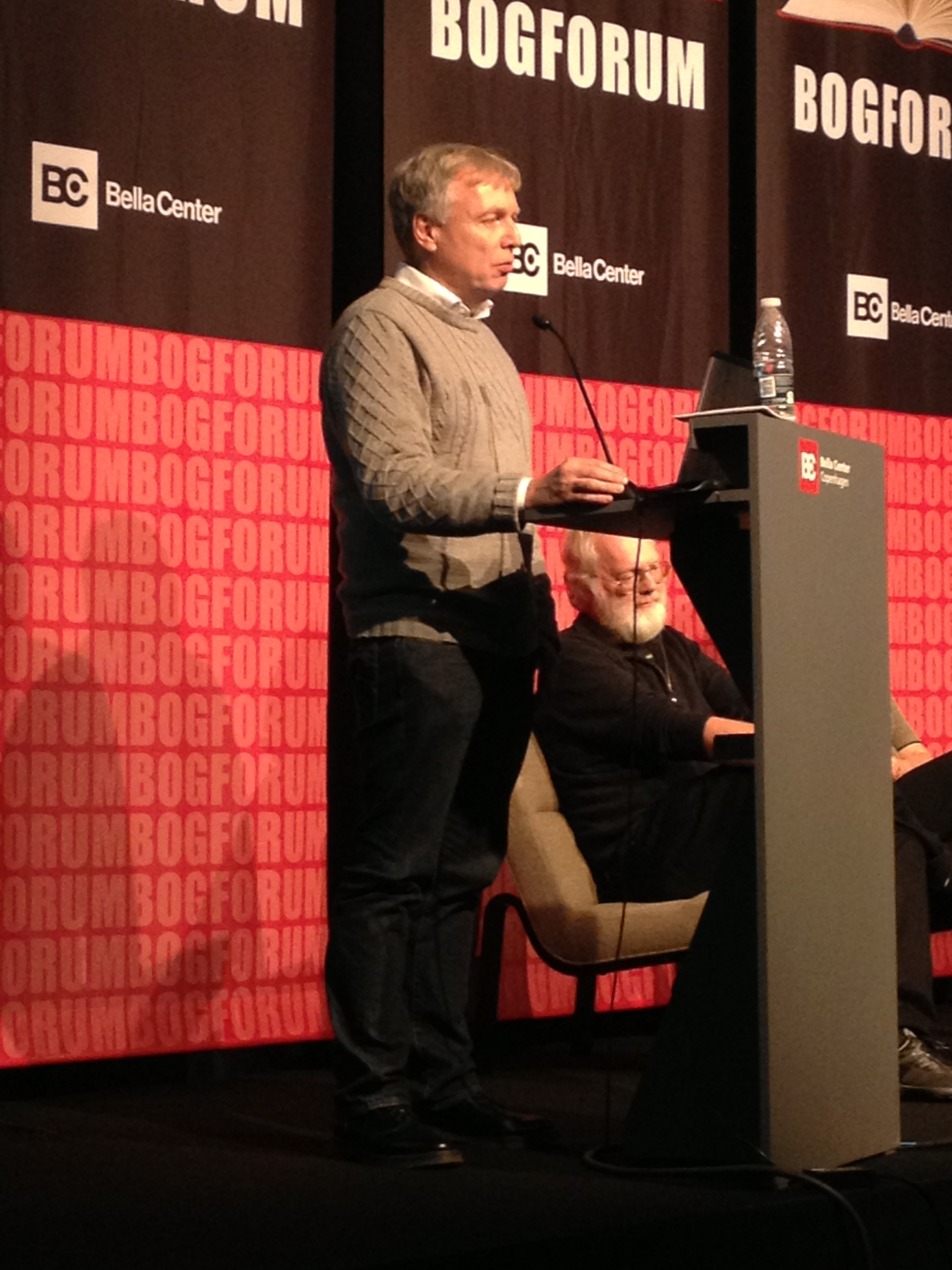
Der dereinstige dänische Kulturminister Uffe Elbæk bei der Übergabe des Saxo.com’s Innovationspris im Bella Center, 2012

BogForum ist der Name einer dänischen Buchmesse. Sie findet jährlich im Herbst in Kopenhagen statt und dauert drei Tage an. Seit ihrer Gründung 1992 bis zum Jahr 2011 war der Veranstaltungsort das Forum in Frederiksberg. Sie gilt als Dänemarks größte Buchmesse.
2012 fand sie zum ersten Mal im neuen Bella Center statt und stellte mit etwa 30.000 Besuchern einen Rekord in ihrer Geschichte auf. Leiter der Messe ist seit 2007 die Literaturhistorikerin Stinne Hjortlund Kristoffersen.

## Preise
Anlässlich der Messe werden verschiedene Preise verliehen: 
- BogForums Debutantpris
- Danske Banks Debutantpris
- Danske Banks Litteraturpris
- Saxo.com’s Innovationspris
- H.O.Lange-Pris
- Skriverpris
- Lærebogspris
- Børnebogspris